# Borgomasino
Borgomasino (en français Bourgmasin) est une commune de la ville métropolitaine de Turin dans le Piémont en Italie.

## Administration
| Période                                  | Période  | Identité       | Étiquette | Qualité |
| ---------------------------------------- | -------- | -------------- | --------- | ------- |
| 27 juillet 2007                          | En cours | Giovanni Russo |           |         |
| Les données manquantes sont à compléter. |          |                |           |         |

### Communes limitrophes
Caravino, Borgo d'Ale, Vestignè, Cossano Canavese, Vische, Maglione, Moncrivello